# Etymologie Nordhorns
Dieser Artikel beschäftigt sich mit der Etymologie des Namens der Stadt Nordhorn und seiner Stadtteile.

## Nordhorn
Nordhorn wird im regionalen Dialekt Nothoorn oder auch Notthöörntin genannt.
Die urkundlichen Schreibweisen waren Norhthornon (also „nach Norden liegendes Horn“) 890 n. Chr. im Heberegister des Klosters Werden an der Ruhr, Northorne ab 1184, 1255 Northorne, 1249/50 Northorn und Nodehorne ab 1341 sowie auf Siegeln um 1400 und ab 1827 Nordhorn.
Das Wort „horn“ benennt hornartige, spitz zulaufende Flurstücke, Landspitzen, Ecken oder Winkel (eines Feldes in den Wald, des Landes ins Wasser, eines Besitztums in die benachbarten Güter), Berg- oder Ufervorsprünge. Es ist in zahlreichen Flur- und Ortsnamen enthalten.

### Volkstümliche Deutung als „Nothorn“
Südlich von Nordhorn befindet sich die Burg Bentheim. Laut einer volkstümlichen Überlieferung wurde im Falle eines Angriffs auf die Stadt Nordhorn dort ein Horn geblasen – das sogenannte Nothorn – das die Bewohner der Vechteinsel warnen und zugleich um Hilfe für sie bitten sollte. Da Nordhorn nördlich von Bentheim liegt, sei daraus später „Nordhorn“ geworden.
Dass die Bentheimer, die den Ort von ihren Höhen hinter dem Isterberg am nördlichen Horizont liegen sahen, die Namensgeber waren oder sogar die Bewohner von Münster – Nordhorn lag am nördlichen Rand des Bistums –, ist mehr als zweifelhaft, vor allem weil man Nordhorn von Bentheim aus nicht sehen kann. Bad Bentheim liegt 40 m über NN, der Isterberg ist aber 68 m über NN hoch. Zudem war die Gegend in früheren Jahrhunderten zwischen Bad Bentheim und Nordhorn sehr weitläufig bewaldet. Der Bentheimer Wald und der Teutoburger Wald bis hin zum Harz bildeten eine fast durchgängige Waldfläche.
Die Überlieferung berichtet außerdem vom „Vorhandensein eines Wachtturmes im Vechtetal, von dem aus die Bewohner in Kriegszeiten durch Feuer oder durch das Horn des Wächters vor herannahenden Feinden gewarnt wurden. Diese Erklärung geht auf eine Urkunde aus dem Jahre 1341 zurück, in der der Name wirklich Nodehorne (Nothorn) geschrieben wird, und die Stadt noch heutigen Tages ein Horn in ihrem Wappen führt.“ (Lit.: Specht, 1941/1979). Die Deutung als Nothorn ist also schon sehr alt.
Ein Horn wurde aber auch in der Binnenschifffahrt auf der Vechte genutzt. Bei Nebel konnten sich die Schiffer mit dem Horn gegenseitig bemerkbar machen und warnen. Da sich im frühen Mittelalter zwischen Schüttorf und Emlichheim eine Ansiedlung mit einem Hafen gebildet hatte, die das Horn im Wappen trug, wurde daraus möglicherweise „Nordhorn“.

### Zuordnung zu einer Gottheit „Nod“
Eine andere phantasievolle Volksetymologie lautet: „In der Gegend von Nordhorn verehrte man den Gott Nod, Node oder Nothe. Der Beginn des Opferfestes dieser Gottheit sowie auch der Opfer wurde durch Blasen auf Ochsen- oder Kühhörnern angekündigt. Ihr zu Ehren brannte man Feuer, welche durch Feuersteinen geschlagen oder durch Aneinanderreiben trockener Holzstücke hervorgelocktes, heiliges Feuer, Nodfyr genannt, angezündet werden musste. Hiervon ist vermutlich der Name Nordhorn herzuleiten.“ (Lit.: Specht, 1941/1979)

### Deutung als historischer Flurname
Eine einleuchtende,  wissenschaftlich begründete Variante der Wappendeutung besagt, dass Horn im Sinne von Ecke bzw. Landmarke zu verstehen ist, ein Nordhorn also eine nördliche Ecke (Vorsprung des Feldes ins Vechtetal) darstellt.
Laut Specht, Udolph und anderen hat der Name auch nichts mit einem Nothorn oder mit einem Gott Nod zu tun. Im Werdener Heberegister von 890 steht Norhthornon, von 1050 an Northornon und in der Urkunde von 1184 Northorne. Auf den Stadtsiegeln erscheint zwischen 1400 und 1715 auch Northorne und von 1827 an Nordhorn. Der Namensbestandteil „Norden“ ist hier also älteren Ursprungs und daher zur Namensdeutung geeigneter als andere zitierte Namen oder Wörter. (Lit.: H.Specht: Nordhorn – Geschichte einer Grenzstadt.)

## Stadtteile

### Ehemalige Gemeinden

#### Altendorf
Altendorf war die Urzelle der Nordhorner Siedlung. Diese wurde dann wohl aus strategischen Gründen auf die Vechte-Insel verlegt. Diese Siedlung erhielt 1379 die Stadtrechte. Die alte Siedlung erhielt dann den Namen Oude Dorp = Altes Dorf (Altendorf).

#### Bakelde (Baclo)
Nach Specht (Lit.) leitet sich der Ortsname von Bak = Hügelrücken und Lo = kleines Gehölz ab, nach neuerer Forschung (Lit.: Udolph, S. 518.) handelt es sich indes um eine Ableitung des vorgermanischen bak-ila für Hügelbach.

#### Bimolten
Bimolten – 1252 Bimolt, 1213 Bimolte – wird von Specht auf Erdhaufen, von Reurik auf Gehölz (bi'm holte/beim Holze) und von Abels als Ansiedlung auf dem Feld gedeutet.

#### Bookholt
Der Name Bookholt leitet sich von Buchen- oder Birkengehölz ab. (Lit.: Specht.).

#### Brandlecht
Brandlecht wurde 1313 Bramtelghet genannt: Bram = Ginster, telge = Zweig. (Lit.: Ernst Kühle, Brandlecht. in: Der Grafschafter. 1966, Nr. 160 (Juni).)

#### Frensdorf
Frensdorf, niederdeutsch Frenstrup, ist vermutlich von einem Personennamen abgeleitet. Namensentwicklung: Um 800 n. Chr. Friethelstorpe oder Frieldorp, um 1000 Vrinsthorpe. (Lit.: Ernst Kühle, Frensdorf. In: Jahrbuch des Heimatvereins 1971.)

#### Frenswegen
Die Herkunft des Namens Frenswegen, früher auch Vrendeswegen, wird gedeutet als „Auf dem Wege nach Frensdorf gelegen“.

#### Hesepe
Der Name Hesepe nimmt Bezug auf die Flusslage an der Vechte (epe – Wasser).
(Lit.: Ernst Kühle: Hesepe. In: Jahrbuch Heimatverein 1982.)

#### Hestrup
Zum ersten Mal wird Hestrup 1150 als Hersebruc und 1212 als Hersedorp (Rossdorf) genannt. Die Endung -dorf oder -trup kennzeichnet eine bäuerliche Siedlung, die um 800 n. Chr. mit der Übernahme des Christentums als geschlossenes Gemeinwesen bestanden hat. (Lit.: Ernst Kühle, in: Der Grafschafter. Folge 168, Februar 1967.)

#### Hohenkörben, Kirchspiel Nordhorn
Hohenkörben ist etwa 600 n. Chr. als Hankorve in der Bakelder Mark entstanden, auf einem räumlich beschränkten Dünenrücken. Eine genaue Deutung des Namens ist unbekannt (Lit.: Ernst Kühle, in: Der Grafschafter. Folge 170, Mai 1967).
Nördlich angrenzend liegt die Bauerschaft Hohenkörben, Kirchspiel Veldhausen, die heute zur Gemeinde Osterwald gehört.

#### Klausheide
Klausheide, bis 1931 Clausheide, wurde 1914 in der Gemarkung Bakelde gegründet und nach Claus von Bohlen und Halbach (1910–1940), dem Sohn der Gründer von Gut Klausheide, Gustav und Bertha Krupp von Bohlen und Halbach, benannt. Als Rechtsnachfolger der Gemeinde Bakelde erfolgte 1931 von Amts wegen die Umbenennung in Klausheide.

### Neuere Stadtteile

#### Blanke
Die Blanke war früher ein tieferliegendes Heide- und Sumpfgebiet in den damaligen Gemeinden Frensdorf (größter Teil) und Brandlecht (südwestlicher Zipfel), welches nur an den Rändern erhöht war. Dazwischen befanden sich Wassertümpel, die im Sonnenschein blinkten, deshalb wurden sie auch Blänke genannt. Der Stadtteil erhielt in Anlehnung an die früheren Heideseen den Namen Blanke. Der frühere Ort der Großen Blanke lässt sich noch heute an den Straßennamen Blankering und Innere Blanke ablesen. Einen Eindruck des möglichen Aussehens dieser Wasserflächen erlangt, wer das niederländische Naturschutzgebiet De Bergvennen – im Grafschafter Volksmund Die Sieben Seen genannt – westlich von Nordhorn besucht.

#### Blumensiedlung
In den 1920er Jahren wurden hier für ehemalige Bergleute aus dem Ruhrgebiet, die für die Nordhorner Textilindustrie angeworben wurden, und auch für junge Nordhorner Familien Siedlungshäuser gebaut. Da die Straßen nach Blumen benannt wurden, wurde die Siedlung Blumensiedlung genannt.

#### Bussmaate
Bei der Bussmaate handelt es sich um früheres Wiesengelände in der damaligen Gemeinde Bookholt, welches dem Bauern Busch aus Altendorf gehörte, daher der Name Buss Maate. Um 1910 kaufte der Textilfabrikant Bernard Rawe dieses Gelände und ließ darauf eine Spinnerei errichten. Um 1913 erfolgte der Bau von Werkswohnungen für die Fabrikarbeiter. Das gesamte Gelände erhielt den Namen Bussmaate und wurde 1929 nach Nordhorn eingemeindet.

#### Neuberlin
Anfang des 20. Jahrhunderts wurde südöstlich der Denekamper Straße im Bereich der damaligen Gemeinde Frensdorf unter Initiative des gebürtigen Berliners Mäulen eine Siedlungsgenossenschaft gegründet und der Bau von Wohnhäusern in Angriff genommen.
Aus Dankbarkeit gegenüber Herrn Mäulen nannte man diese Siedlung Neuberlin.

#### Oorde
Ursprünglich gehörten zu Oorde die Bauernhöfe Ruwe, Arends und Hoot. Oorde bedeutet spitz zulaufender Landstrich, war ein Abspliss in der Gemarkung Bakelde (Lit.: Specht) und gehörte zur Gemeinde Altendorf.

#### Stadtflur
In früheren Jahrhunderten hatte die Nordhorner Bevölkerung in diesem Bereich, der aus einem Moor bestand und in der Bakelder Mark lag, sogenannte Torfstichrechte. 1864 erfolgte die sogenannte Markenteilung und Nordhorn bekam den größten Teil des heutigen Stadtteils zugesprochen. Es war die sogenannte Stadtsche Flur. Um die Jahrhundertwende wurde hieraus Bauland und das Gebiet wurde Stadtflur genannt.

#### Streng
Der Name Streng leitet sich von einer Dünenerhebung ab, einem so genannten Strang. Der Streng erstreckt sich von der Bogenstraße bis zur Nyhoegen-Brücke an der Bentheimer Straße in der ehemaligen Gemeinde Frensdorf. Ende des 19. Jahrhunderts bebaute die Textilfabrik Povel den vorderen Teil des Strengs im Bereich Bogenstraße/Ludwigstraße mit Werkswohnungen für ihre Arbeiter. Im hinteren Teil, dem heutigen Südstreng, der Rasen- und Wiesenstraße, entstanden in den 1930er Jahren und später Privathäuser.